# 放逸
放逸（ほういつ）、プラマーダ（巴: 梵: Pramāda）は仏教が教える煩悩のひとつである。放恣であり善行に専心しないこと。なまけること。 仏道に励まないこと。
懈怠と似ているが、放逸は、懈怠および貪・瞋・癡の三不善根の上に、悪を防がず、善を修せざる状態に対して、特に指摘されるものである。『阿毘達磨倶舎論』などでは、五位七十五法のうち、大煩悩地法の一つに数えられる。『大乗百法明門論』によれば随煩悩位に分類され、そのうち大随煩悩である。
釈迦は、「なまけることなく（不放逸, appamāda）、自己を完成せよ」という遺誡を残して入滅した。

handa'dāni bhikkhave āmantayāmi vo,

vayadhammā saṅkhārā appamādena sampādethā
さあ比丘たちよ、いまあなたたちに伝えよう。

さまざまの事象は過ぎ去るものである。怠ることなく修行を完成なさい。
—パーリ仏典, 長部大般涅槃経 5.14, Sri Lanka Tripitaka Project

## 抜粋
有益なことを多く語っても、放逸の人はそれを実践しない。

牛飼いが他人の羊を数えるように、彼は沙門の仲間に入らない。
—ダンマパダ,19

不放逸は不死（涅槃）への道である。

放逸は死への道である。

このことをよくよく知って、不放逸を守る賢者たちは、

不放逸に喜びを見出し、聖者の境地を楽しむ。
—ダンマパダ,21-22